# All 'N All
All 'N All är ett album släppt 1977 av den amerikanska R&B-gruppen Earth, Wind & Fire.

## Låtlista
1. "Serpentine Fire"
2. "Fantasy"
3. "In the Marketplace" (interlude)
4. "Jupiter"
5. "Love's Holiday"
6. "Brazilian Rhyme" (interlude 2)
7. "I'll Write a Song For You"
8. "Magic Mind"
9. "Runnin'"
10. "Brazilian Rhyme" (interlude 3)
11. "Be Ever Wonderful"